# Аюб, Люси
Люси Аюб (ивр. לוסי איוב‎, араб. لوسي‎ ايوب ; род. 21 июня 1992, Хайфа) — израильская теле- и радиоведущая, телеактриса. Аюб была ведущей в Green Room (закулисье артистов) конкурса песни «Евровидение-2019» вместе с Бар Рафаэли, Аси Азаром и Эрезом Талем.

## Биография
Аюб родилась в семье араба-христианина и еврейки-ашкенази, которая после замужества приняла христианство. У Люси есть брат и три сестры. Её бабушка по отцовской линии была дочерью палестинских беженцев, которые бежали в Ливан во время арабо-израильской войны 1948 года. Её оставили в монастыре в Израиле, позже она была удочерена богатой арабской христианской дамой по имени Люси Хайят. Бабушка и дедушка по материнской линии пережили Холокост: её дед по материнской линии был в нацистском концлагере, а бабушка по материнской линии из Румынии выжила среди партизан в детстве. Аюб празднует как христианские, так и еврейские праздники с разными частями своей семьи, будучи атеисткой, говоря: «Я атеистка, и для меня ничего не значит, что я была крещена [в церкви]». Она посещала католическую школу кармелитов в Хайфе. Она писала рассказы и стихи на арабском и иврите.
В течение двух лет Люси служила в ВВС АОИ инструктором летного тренажера.
С 2016 по 2021 год изучала философию, политику, экономику и право в Тель-Авивском университете.

## Карьера
В 2016 году Аюб приобрела первую известность, прочитав несколько стихотворений в рамках конкурса «Поэтический слэм Израиля». В том же году она присоединилась к израильской общественной телерадиовещательной корпорации и начала писать и вести репортажи. В 2017 году Аюб начала вести еженедельную культурную программу на радиостанции. В том же году она начала вести ежедневную телепрограмму «Клуб культуры» на канале 11.
Аюб была голосом Израиля на конкурсе песни «Евровидение-2018», что вызвало реакцию СМИ из-за ответа министра культуры и спорта Израиля Мири Регев, которая протестовала против того, что Аюб говорила на арабском языке во время прямой трансляции и вообще не упоминала Иерусалим.

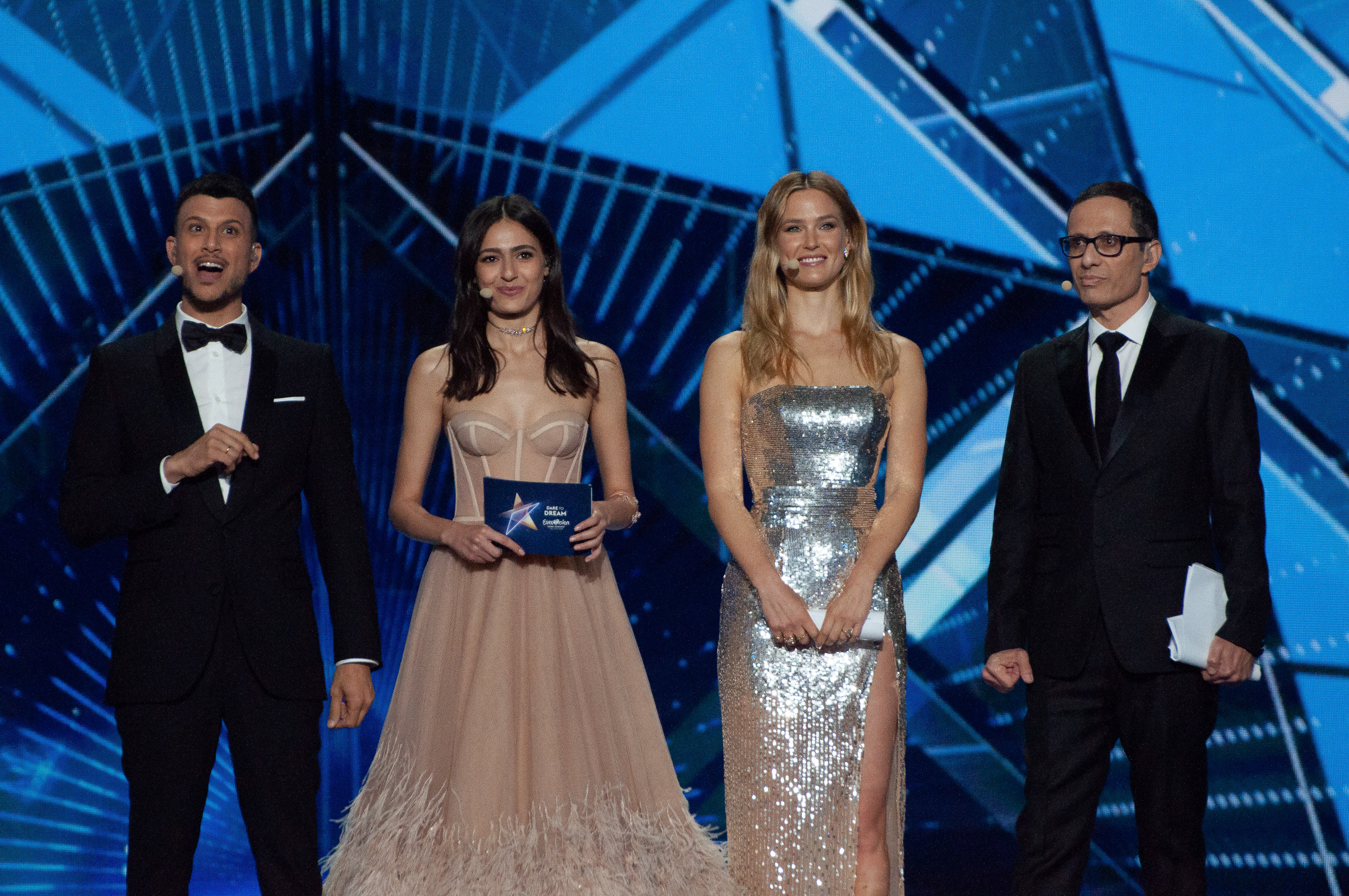
Люси на «Евровидении-2019» (вторая слева)

Аюб занимала Зелёную комнату (закулисье артистов) конкурса песни «Евровидение-2019» в Израиле вместе с Аси Азаром, Эрезом Талем и Бар Рафаэли. 28 января[когда?] Аюб и Азар провели жеребьёвку полуфинала конкурса в Тель-Авивском музее искусств.

## Фильмография
- 2021 — Это всё! — камео
- 2022 — Фауда — Майя Тавальбе (4 сезон)
- 2023 — Мечтатели — Рут
- 2024 — Ночная терапия — Мира Мансур
- 2024 — Северный ветер — Май Судри

## Личная жизнь
С 2017 года она проживает в Тель-Авиве со своим другом Этаем Баром, с которым вступила в брак в августе 2021 года. Пара воспитывает дочь.
Айюб говорит на арабском, иврите и английском. Она говорит о своей самоидентификации в поэзии: «Я всегда буду дочерью араба, и в то же время в глазах других я всегда буду дочерью еврейки. Так что не говори мне вдруг, что я не могу быть и тем и другим».